# Be My Love (SPEEDの曲)
『Be My Love』（ビー・マイ・ラブ）は、日本の女性歌手グループ、SPEEDの13枚目のシングル。2度目の再結成時にリリースされた楽曲である。

## 解説
- 前作『One More Dream』まではトイズファクトリーからのリリースだったが、メンバー4人のレーベル移籍に伴い自動的にグループでのリリースもSONIC GROOVEレーベルとなった。
- コピーコントロールCD。
- 4人がメッセンジャーを務めた「Save the Children 一緒に、始めよう。」プロジェクトのテーマソング。
- 解散前の楽曲は島袋寛子、今井絵理子のユニゾンヴォーカルの形をあえて取っていたが、本作は4人のハーモニーを重視した曲作りが行われた。
- 初回盤はピクチャーレーベル仕様になっている。
- 期間限定とはいえ本格的な再結成だったため、音楽番組にも多数出演して披露した。

## 収録曲
1. Be My Love
作詞・作曲：伊秩弘将、編曲：水島康貴
2. 朱夏
作詞・作曲：伊秩弘将、編曲：上杉洋史
3. Be My Love（Instrumental）
4. 朱夏（Instrumental）